# Paco Etxeberria
Francisco Etxeberria Gabilondo, més conegut com a Paco Etxeberria, (Beasain, 14 de febrer de 1957) és un metge, antropòleg i docent basc, és professor titular de Medicina Legal i Forense de la Universitat del País Basc.
Doctor en Medicina i professor titular de Medicina legal i forense de la Universitat del País Basc. La seva formació en medicina forense li ha permès participar en nombrosos processos d'exhumació, especialment en casos de repressió durant la Guerra Civil espanyola, en els quals ha treballat conjuntament amb l'Asociación para la Recuperación de la Memoria Histórica (ARMH). Igualment ha investigat fosses de soldats de les guerres napoleòniques i ha publicat diversos articles sobre aquesta temàtica. La seva reconeguda trajectòria professional fa que ocupi la presidència de la Secció d'Antropologia de la Societat de Ciències Aranzadi, i que sigui també el secretari de l'Associació Espanyola de Paleopatologia i el subdirector de l'Institut Basc de Criminologia.